# Denison (Iowa)
Denison è una città degli Stati Uniti d'America, situata nello Stato dell'Iowa e in particolare nella Contea di Crawford, della quale è il capoluogo.
Qua nacque il procuratore distrettuale Jim Garrison e l'attrice Donna Reed.